# Piscina G. Caimi
La Piscina «G. Caimi», oggi Bagni Misteriosi, era un impianto sportivo natatorio all'aperto sorto nel quartiere di Porta Romana, a Milano. Progettata dall'architetto Luigi Lorenzo Secchi (1899-1992), già autore della piscina Romano e della piscina Cozzi, fu inaugurata il 16 luglio 1939 e intitolata al calciatore Medaglia d'oro Giuseppe Caimi, alpino milanese caduto nel 1917 nel corso della Prima Guerra Mondiale. Chiusa nel 2007 per non idoneità alla balneazione, fu riaperta nel 2013 dopo importanti lavori di riqualificazione.

## Storia e struttura originale
Il nuovo centro natatorio completava la creazione, avvenuta in quegli anni, di piscine all'aperto che progressivamente stavano sorgendo nell'abitato di Milano secondo un progetto dell'architetto Secchi che aveva pianificato la costruzione di otto impianti all'interno della città. La Piscina Caimi fu edificata nella zona di Porta Romana, con ingresso sulla via Carlo Botta. L'opera fu promossa dal locale Fascio rionale «Cesare Battisti», diretto dal sensepolcrista commendator Dacò e fu completamente attuata a cura e spese del Comune di Milano: la creazione di piscine all'aperto rispondeva all'esigenza di creare luoghi facilmente accessibili ai ceti meno abbienti che non potevano permettersi villeggiature estive; in secondo luogo si creavano strutture atte a ospitare tornei e gare di nuoto cari al Regime.
Veduto dall'alto l'impianto originale aveva forma rettangolare misurante 125x65 m; all'interno si trovavano due grandi vasche natatorie adiacenti: la più ampia e profonda di forma rettangolare di 50x25 m, la più piccola e meno profonda di forma semicircolare all'interno della quale si erigeva, quale elemento decorativo, una fontana zampillante circolare tuttora esistente ornata di tre fenicotteri in bronzo. L'edificio maggiore, dotato di una bassa torre a pianta rettangolare con orologio, si stendeva lungo la via Botta: l'edificio fu eretto in mattoni rossi con finestre contornate di serpentino verde. L'ingresso adiacente alla torre era costituito da un portale in marmo con tre aperture separate da due colonne in stile razionale.